# Зацепила
«Зацепила» — песня российского певца Александра Реввы, выпущенная 6 марта 2019 года на лейбле Warner Music Russia под псевдонимом Артур Пирожков. Автором музыки и слов является Денис Ковальский.

## Награды и номинации
Сингл номинирован в категории «Лучшая песня» и «Лучший танцевальный клип (Звезда танцпола)» на IX Русской Музыкальной Премии Телеканала RU.TV, которая прошла 25 мая 2019 года в Крокус Сити холл.
Сингл одержал победу в категории «Звезда танцпола».
Получил звание «Хит года» по версии пользователей социальной сети Одноклассники, голосование проходило в рамках онлайн премии «Самый ОК!».
| Год  | Премия     | Номинация       | Результат | Прим.  |
| ---- | ---------- | --------------- | --------- | ------ |
| 2019 | RU.TV 2019 | Лучшая песня    | Номинация | [ 16 ] |
| 2019 | RU.TV 2019 | Звезда танцпола | Победа    | [ 16 ] |

## Музыкальное видео
Выход музыкального видео на песню состоялся 6 марта 2019 года, одновременно с релизом сингла. Клип набрал первые 10 миллионов просмотров в течение первых двух недель после выхода в свет, а через два месяца количество просмотров на YouTube достигло 50 миллионов. Менее, чем за 5 месяцев клип набрал 100 миллионов просмотров.
Автором идеи стал Александр Ревва, а её воплощение в виде слов и музыки осуществил Денис Ковальский. Режиссёром клипа выступил Serghey Grey. 7 мая был опубликован бекстейдж со съёмок клипа.
Сюжет
В клипе Артур играет принца, примеряющего туфельку прекрасным дамам. Но большинству женщин туфелька оказывается слишком велика. После просмотра большого числа кандидатур, принц делает перерыв на танцы. Тогда в толпе гостей, посреди бального зала, он замечает прекрасную принцессу, которая «зацепила» его с первого взгляда. Принц приглашает ее на танец, но героиня планирует уйти с бала в полночь, потому что в этот момент волшебство перестанет действовать, и принцесса превратиться в обычную девушку.
Принцу всё же удается остановить красавицу. И когда куранты пробивают полночь, магия прекращает своё действие. Прекрасная принцесса из стройной блондинки превращается пышнотелую брюнетку, которой приходится в пору туфелька.
Выясняется, что именно туфелька возвращает волшебство: в них девушка вновь становится красавицей. Принц прикрепляет обувь к ноге незнакомки с помощью суперклея и скотча, чтобы навсегда сохранить волшебную красоту. И только после этого он решается сделать ей предложение.

## Позиции в чартах
| Чарты (2019)               | Высшая позиция |
| -------------------------- | -------------- |
| СНГ (TopHit)               | 1              |
| Россия (Муз-ТВ)            | 1              |
| Россия (ВКонтакте)         | 1              |
| Россия (Zvooq.online)      | 1              |
| Россия (Apple Music)       | 2              |
| Россия (Яндекс.Музыка)     | 2              |
| Россия (BOOM)              | 2              |
| Россия (Одноклассники)     | 2              |
| Россия (Google Play Music) | 3              |
| Россия (Deezer)            | 3              |
| Россия (SHAZAM)            | 7              |
| Россия (RU.TV)             | 11             |
| Россия (TopHit)            | 32             |
| Украина (TopHit)           | 69             |
| Украина (FDR)              | 14             |